# Пятно (фильм)
«Пятно» (англ. The Stain) — американский немой драматический фильм 1914 года, снятый режиссёром Фрэнком Пауэллом. Главные роли исполнили Эдвард Хосе и Терлоу Берген. В картине также снялась Теда Бара, для которой это стало дебютом на экране; в титрах она указана под своим настоящим именем — Теодосия Гудман.

## Сюжет
Сюжет рассказывает о банковском клерке, который украл крупную сумму, сменил имя и позднее стал успешным юристом. Его жена осталась без денег и была вынуждена отдать дочь в приют. Спустя двадцать лет девушка становится секретарём молодого адвоката. Она повторяет проступок отца и оказывается перед судом, где судьёй выступает сам отец.

## Съёмки
Производство осуществлялось на студии Fox в Форт-Ли (штат Нью-Джерси), а также на натуре у озера Ронконкома (штат Нью-Йорк). Теодосия Гудман получила первую работу в кино, сыграв эпизодическую роль монахини в фильме. По её словам, это была временная занятость, пока она ожидала более значительной роли, однако некоторые источники оспаривают её утверждения, что она «никогда не была статисткой». Для съёмок она самостоятельно сшила костюм, так как студия имела ограниченное количество реквизита.
В 1990‑е годы копия фильма была обнаружена в Австралии и передана на хранение в Музей Джорджа Истмана. На платформе YouTube доступен 19‑секундный фрагмент картины.

## В ролях
- Эдвард Хосе[англ.] — Стивенс (позже Судья)
- Терлоу Берген[англ.] — молодой юрист
- Вирджиния Пирсон[англ.] — дочь Стивенса
- Элинор Вудрафф[англ.] — жена Стивенса
- Сэм Дж. Райан — политический босс (в титрах указан как Сэм Райан)
- Теда Бара — Ганг Молл (в титрах указана под настоящим именем Теодосия Гудман)
- Крейтон Хейл[англ.] — офисный клерк